# Golovița
Jezero Golovița dio je kompleksa laguna na rumunjskoj obali Crnog mora. Povezano je s većim jezerom Razelm na sjeveru kanalom širokim 3.1 km, do jezera Zmeica na jugu s tri uska kanala, i odvojen od slane vode Crnog mora uskom pješčanom prevlakom, koja je na nekim točkama duž svog istočnog ruba, gdje je najšira, široka oko 46 metara. Ovo je zatvaranje umjetno dovršeno 1970-ih i uzrokovalo je da laguna izgubi sav salinitet, produži vrijeme retencije na više od godinu dana i razvije eutrofikaciju. Dio je rezervata biosfere Delta Dunava.
Zbog svoje široke povezanosti, Golovița se u službenim dokumentima često podvodi pod jezero Razelm. Kompleks jezera Razelm/Golovița najveće je jezero u Rumunjskoj.